# Koninklijk Filharmonisch Orkest van Stockholm

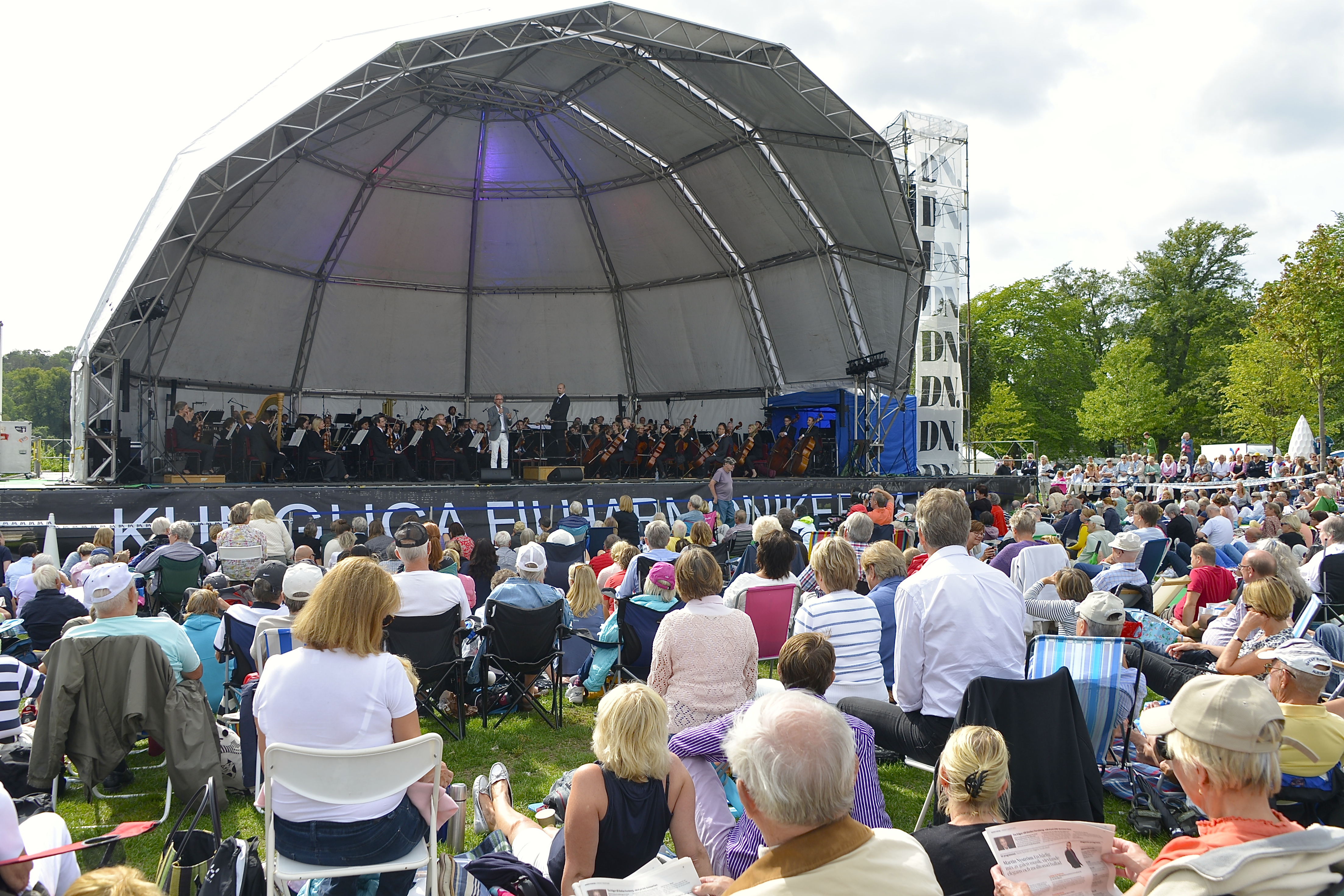
Concert van het Koninklijk Filharmonisch Orkest van Stockholm, juni 2014

Het Koninklijk Filharmonisch Orkest van Stockholm (Zweeds: Kungliga Filharmonikerna of Kungliga Filharmoniska Orkestern) werd opgericht in 1902 als de Stockholm Concertsociëteit (Konsertföreningens orkester). In 1914 werd het een permanent ensemble. Sinds 1926 heeft dit symfonieorkest zijn thuisbasis in het Concertgebouw van Stockholm (Konserthuset). Vanaf 1937 gebruikte Radiotjänst (nu de Zweedse Radio) het orkest als belangrijkste orkest voor radio-uitzendingen, in plaats van een eigen radio-orkest te hebben. In 1957 kreeg het orkest de naam Stockholm Philharmonisch Orkest (Stockholms Filharmoniska Orkester) en in 1992 kreeg het zijn huidige koninklijke naam.
Samen met het Göteborg Symfonie Orkest is het het toonaangevende orkest van Zweden. Aan het orkest is ook een koor gekoppeld, dat is opgericht in 1907, met ook het Stockholm Concertgebouw als thuisbasis.
Het orkest speelt jaarlijks bij de uitreiking van de Nobelprijzen en de Polar Music Prize. Het orkest organiseert ook twee jaarlijkse festivals in het Concertgebouw van Stockholm, namelijk het Stockholm Internationaal Componistenfestival (in 2007 met Tan Dun) en het Componistenweekend in mei, met als middelpunt een hedendaagse Zweedse componist.

## Chef-dirigenten
- Georg Schnéevoigt (1915-1924)
- Václav Talich (1926-1936)
- Fritz Busch (1937-1940)
- Carl Garaguly (1942-1953)
- Hans Schmidt-Isserstedt (1955-1964)
- Antal Doráti (1966-1974)
- Gennadi Rozjdestvenski (1974-1977)
- Joeri Ahronovitsj (1982-1987)
- Paavo Berglund (1987-1990)
- Gennadi Rozjdestvenski (1991-1995)
- Andrew Davis en Paavo Järvi (1995-1998)
- Alan Gilbert (2000-2008)
- Sakari Oramo (2008-)